# Tchaj-wan (Čínská lidová republika)
Tchaj-wan (tradiční znaky: 臺灣 nebo 台灣; zjednodušené znaky: 台湾; pinyin: Táiwān) je 23. provincií správního systému Čínské lidové republiky (ČLR), kterou ČLR sice nárokuje, ale fakticky je ovládána Čínskou republikou na Tchaj-wanu.
De facto existuje na ostrově Tchaj-wan samostatný demokratický stát, který není oficiálně uznán stálými členy Rady bezpečnosti Spojenými státy americkými, Velkou Británií, Francií, Ruskem ani drtivou většinou dalších států, členů OSN, včetně České republiky.

## Název
Mezinárodní olympijský výbor (MOV) používá k označení území název Čínská Taipei, Čínská Tchaj-pej, anglicky Chinese Taipei.

## Geografie

### Poloha
Tchaj-wan je ostrovní provincií, a proto nemá suchozemskou hranici. Leží jihovýchodně od čínské provincie Fu-ťien. Sestává z ostrova Tchaj-wan (Formosa) a přilehlých ostrůvků, včetně Peskadorského souostroví.

## Administrativní členění
Administrativní členění provincie podle vlády ČLR se datuje do období před rokem 1949, a proto vedení ČLR neuznává administrativní členění vytvořené Čínskou republikou po tomto roce. Tudíž města Tchaj-pej a Kao-siung zůstávají součástí provincie Tchaj-wan (v členění Čínské republiky jsou samostatnými centrálně spravovanými městy na úrovni provincie) a správním střediskem není Čung-sing, ale zůstává jím Tchaj-pej.